# Pao-Lu Hsu
En aquest nom xinès, el cognom és Hsu o Xu (許).
Pao-Lu Hsu (xinès tradicional: 許寶騄)  (Pequín, 1 de setembre de 1910 - Pequín, 18 de desembre de 1970) va ser un matemàtic xinès.

## Vida i Obra
Hsu va néixer en una família de funcionaris mandarins de la dinastia Qing, procedent de Hangzhou. Era el més petit de set germans en una família ben educada que es va bellugar entre Pequín, Tianjin i Hangzhou durant la seva infància, mentre era educat per tutors privats. El seu pare va morir quan tenia catorze anys i la família es va assentar a Pequín on el jove Hsu va estudiar a la prestigiosa escola Huiwen. El 1928 va ingressar a la universitat Yenching (actual universitat de Pequín) per estudiar química però el 1930 es va canviar a la universitat Tsinghua, en la qual es va graduar el 1933 en matemàtiques. Després de tres anys de docent a la universitat de Pequín, el 1936 va obtenir una beca per estudiar a l'estranger i va anar al University College de Londres per estudiar estadística amb Jerzy Neyman. Allà va rebre el Ph.D. el 1938 i el D.Sc. el 1940.
El 1940, quan la Xina estava en plena guerra amb el Japó, va tornar al seu país per ser professor de la universitat de Pequín (que havia estat traslladada a Kunming), on va passar greus penalitats, incloent la fam. Acabada la guerra va ser professor invitat de les universitats de Colúmbia i Berkeley i va ser professor associat a la universitat de Carolina del Nord a Chapel Hill el curs 1946-47, amb l'objectiu de crear el departament d'estadística. El 1947 va tornar al seu país per ser professor de la universitat de Pequín, en la qual va viure de forma molt senzilla, en unes petites cases de la pròpia universitat. A partir de 1955 li va ser impossible donar les classes a l'aula per la seva mala salut, i organitzava seminaris que es feien en el seu petit apartament del campus. La seva condició física era lamentable: feia un metre setanta-cinc centímetres però només pesava quaranta quilos. A partir de la Revolució Cultural (1966), que va patir tremendament, poc es coneix de les seves activitats: Va quedar quasi paralitzat, confinat en el seu apartament de la universitat, fins a la seva mort el 1970.
Hsu va publicar una quarantena d'articles científics, quasi tots abans de 1958, editats en anglès el 1983 en un volum titulat Collected Papers. Les seves aportacions més notables van ser la generació de noves perspectives de la distribució de Wishart, el mètode per calcular les arrels de l'equació determinant, l'estudi en profunditat de les distribucions t de Student i T² de Hotelling, el disseny d'experiments i la utilització de matrius per demostrar resultats d'anàlisi combinatòria.
El professor Hsu és generalment considerat com l'introductor de la teoria de la probabilitat i de l'estadística a la Xina. Des de la seva posició a la universitat va formar nous professors universitaris, va dissenyar programes docents, va escriure llibres de text, va invitar professors estrangers (generalment, alemanys orientals, polonesos o russos, per motius obvis), va organitzar seminaris i va promoure la creació d'una revista d'estadística (que na va ser fundada fins al 1985).